# Abdelhakim Amokrane
Abdelhakim Amokrane (sinh ngày 10 tháng 5 năm 1994) là một cầu thủ bóng đá người Algérie thi đấu cho câu lạc bộ tại Giải bóng đá hạng nhất quốc gia Algérie ES Sétif, và đội tuyển U-23 quốc gia Algérie.

## Sự nghiệp quốc tế
Vào tháng 7 năm 2015, Amokrane ghi bàn cho đội tuyển U-23 quốc gia Algérie trong chiến thắng 2–0 trước Sierra Leone tại lượt đi vòng Ba ở Vòng loại Giải vô địch bóng đá U-23 châu Phi 2015.

## Danh hiệu
ES Sétif
- CAF Champions League: 2014